# Astrodirekt TV
Astrodirekt TV war ein privater Standbild-Fernsehsender. Der Sender konnte über Astra in Deutschland, Österreich und der Schweiz. empfangen werden. Astrodirekt TV stellte die analoge Ausstrahlung über Astra wieder ein. Als Begründung wurde angegeben, dass von Standbildkanälen auf Bewegtbilder und Live-TV-Shows gewechselt wird, was lediglich dem technologischen Fortschritt zu verdanken sei.
Der Eintrag im Handelsregister des Betreibers Visionfon wurde 2015 aufgrund fehlender Voraussetzungen gemäß § 395 Löschung unzulässiger Eintragungen (FamFG) von Amts wegen gelöscht.

## Programm
Das Programm von Astrodirekt TV beschäftigte sich hauptsächlich mit den Bereichen der Astrologie, des Kartenlegens, der Lebensberatung und dem Hellsehen. Interessierte Nutzer und Zuschauer konnten unter einer kostenpflichtigen Rufnummer anrufen und die Beratungsdienstleistungen der AstroDirekt-TV-Berater in Anspruch nehmen. 

## Kritik
Unter anderem wurde häufig kritisiert, dass Aussagen der Astrodirekt-Vertreter vage seien, sodass die getätigten Aussagen auf jeden Menschen zutreffen könnten. Auch das Anbieten von kostenpflichtigen Rufnummern spreche nicht für Seriosität. Zudem gelangte nicht jeder Anrufer, der die Rufnummer für den Zufallsgenerator zur Gratisberatung benutzte, zum gewünschten Ergebnis oder in den Genuss der versprochenen Gratisberatung. 
Matthias Pöhlmann, Sektenbeauftragter der Evangelischen Zentralstelle für Weltanschauungsfragen, sieht zudem eine seelische Abhängigkeit als großes Risiko.

## Empfang
AstroDirekt TV war über die Astra 19,2° Ost, Frequenz 12,2460 GHz, Transponder 92 empfangbar. Zusätzlich wurde Astrodirekt TV zu bestimmten Sendezeiten auf regulären Fernsehprogrammen oder im Teletext beworben. Jedoch konzentrierte sich Astrodirekt TV zunehmen auf eine Vermarktung im Internet. Werbespots und Live-TV-Show-Übertragungen wurden zudem im regulären Programm und auf anderen Sendern eingespielt.